# Wade H. Kitchens
Wade Hampton Kitchens (* 26. Dezember 1878 bei Falcon,  Nevada County, Arkansas; † 22. August 1966 in Magnolia, Arkansas) war ein US-amerikanischer Politiker. Zwischen 1937 und 1941 vertrat er den siebten Wahlbezirk des Bundesstaates Arkansas im US-Repräsentantenhaus.

## Werdegang
Wade Kitchens wurde auf einer Farm in der Nähe von Falcon geboren. Er besuchte die öffentlichen Schulen in seiner Heimat, die Southern Academy und die University of Arkansas in Fayetteville.  Nach einem Jurastudium an der Cumberland University in Lebanon wurde er 1900 als Rechtsanwalt zugelassen. Seine Ausbildung wurde im Jahr 1898 durch den Spanisch-Amerikanischen Krieg unterbrochen, an dem Kitchens als Soldat der US-Armee teilnahm. Zwischen 1900 und 1902 war er Soldat auf den Philippinen, wo er bei der Niederschlagung eines Aufstandes eingesetzt wurde. Bis 1909 blieb er auf den Philippinen und arbeitete dort als Rechtsanwalt.
Im Jahr 1909 kehrte er nach Arkansas zurück. Er ließ sich in Magnolia nieder, wo er als Anwalt praktizierte. Politisch schloss sich Kitchens der Demokratischen Partei an. In den Jahren 1910 und 1912 war er Delegierter auf deren Parteitagen in Arkansas. Während des Ersten Weltkriegs war er als Hauptmann einer Infanterieeinheit in Europa eingesetzt. 
Zwischen 1929 und 1933 war Kitchens Abgeordneter im Repräsentantenhaus von Arkansas. Bei den Kongresswahlen des Jahres 1936 wurde er im damaligen siebten Wahlbezirk des Staates in das US-Repräsentantenhaus in Washington, D.C. gewählt, wo er am 3. Januar 1937 Tilman Bacon Parks ablöste. Nach einer Wiederwahl im Jahr 1938 konnte er sein Mandat im Kongress bis zum 3. Januar 1941 ausüben. Für die Wahlen des Jahres 1940 wurde er von seiner Partei nicht erneut nominiert. Nach seiner Zeit im Kongress zog sich Kitchens aus der Politik zurück und arbeitete wieder als Anwalt.